# Montsenelle
Montsenelle est une commune française située dans le département de la Manche en région Normandie, peuplée de 1 438 habitants. Elle est créée le 1er janvier 2016 par la fusion de quatre communes, sous le régime juridique des communes nouvelles. Les communes de Coigny, Lithaire, Prétot-Sainte-Suzanne et Saint-Jores deviennent des communes déléguées.

## Géographie

### Hydrographie
La commune est située dans le bassin Seine-Normandie. Elle est drainée par la Sèves, le Buisson, le Mouloir, la Senelle, le cours d'eau 01 de la commune de Varenguebec, le bras 01 de la commune de Saint-Jores, un bras de Issue Courte, un bras de la Douve, le canal 01 de la commune de Saint-Jores, le cours d'eau 01 du Paradis, le cours d'eau 04 de la commune de Saint-Jores, le fossé 01 de la commune de Coigny, le fossé 01 de la commune de Saint-Jores, le fossé 01 du Carrefour Saint-Jores, le fossé 01 du Marais de Francquetot, le fossé 02 de la commune de Prêtot-Sainte-Suzanne, le fossé 04 du Prieuré, la Judee et le ruisseau de Issue,,.
La Sèves, d'une longueur de 33 km, prend sa source dans la commune de Muneville-le-Bingard et se jette  dans la Douve en limite de Auvers et de Carentan-les-Marais, après avoir traversé 15 communes. 
Le Buisson, d'une longueur de 13 km, prend sa source dans la commune  et se jette  dans le Fil de Gorges à Saint-Sauveur-le-Vicomte, après avoir traversé sept communes. 
Le Mouloir, d'une longueur de 10 km, prend sa source dans le bois de Lessay de la  commune de Vesly et se jette  dans la Sèves sur la commune, après avoir traversé quatre communes. 
La Senelle, d'une longueur de 14 km, prend sa source dans la commune  et se jette  dans la Douve à Picauville, après avoir traversé deux communes. 

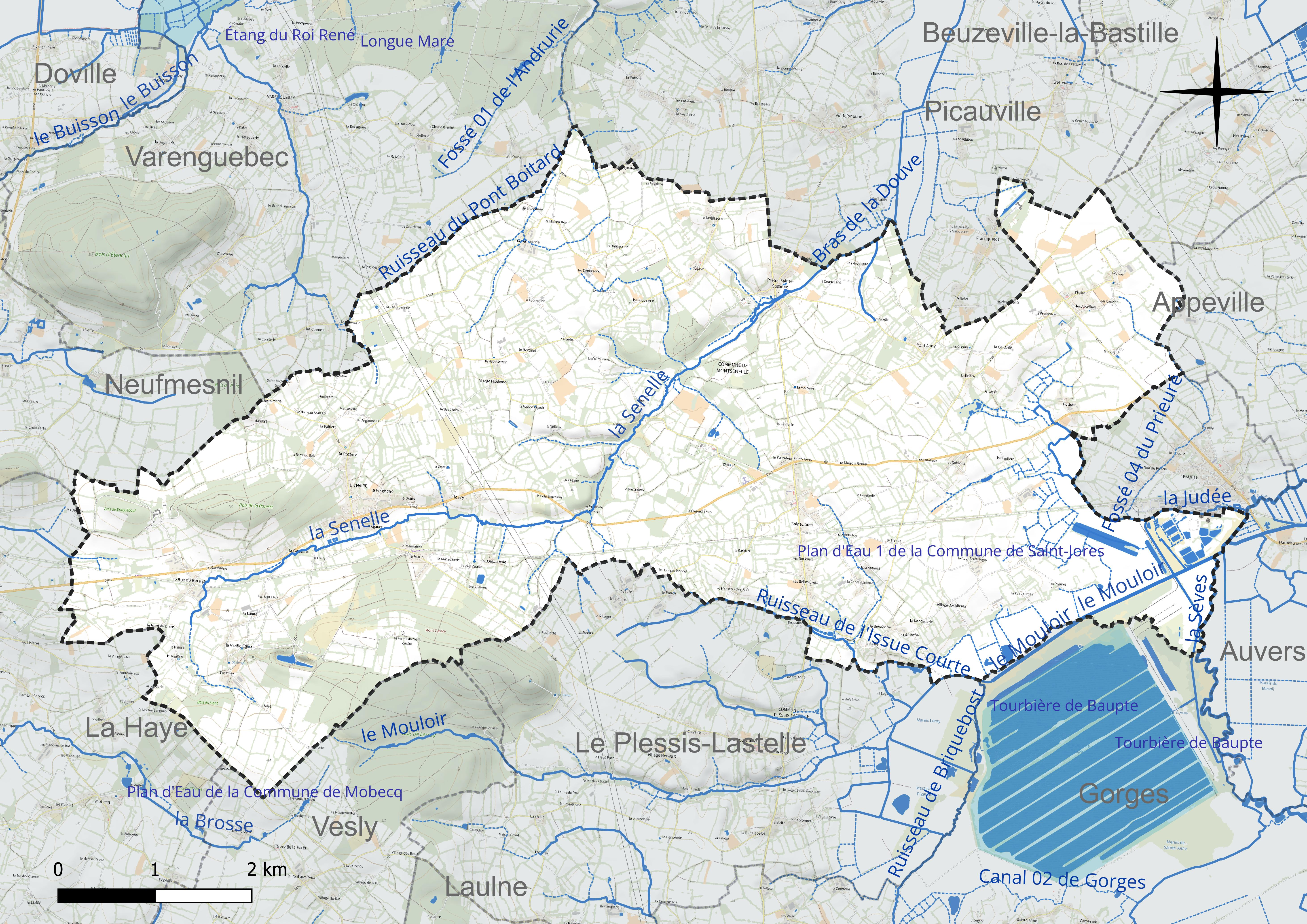
Réseau hydrographique de Montsenelle.

Trois plans d'eau complètent le réseau hydrographique : le plan d'eau 1 de la commune de Saint Jores (1,5 ha), le plan d'eau 1 de la commune de Saint-Jores (7 ha) et le plan d'eau 2 de la commune de Saint-Jores (1,5 ha),.

### Climat
Pour des articles plus généraux, voir Climat de la Normandie et Climat de la Manche.
En 2010, le climat de la commune est de type climat océanique franc, selon une étude du CNRS s'appuyant sur une série de données couvrant la période 1971-2000. En 2020, Météo-France publie une typologie des climats de la France métropolitaine dans laquelle la commune est exposée à un climat océanique et est dans la région climatique  Normandie (Cotentin, Orne), caractérisée par une pluviométrie relativement élevée (850 mm/a) et un été frais (15,5 °C) et venté.
Pour la période 1971-2000, la température annuelle moyenne est de 10,9 °C, avec une amplitude thermique annuelle de 11,3 °C. Le cumul annuel moyen de précipitations est de 1 013 mm, avec 14,1 jours de précipitations en janvier et 8,4 jours en juillet. Pour la période 1991-2020, la température moyenne annuelle observée sur la station météorologique la plus proche, située sur la commune de Sainte-Marie-du-Mont à 21 km à vol d'oiseau, est de 11,6 °C et le cumul annuel moyen de précipitations est de 890,0 mm,. Pour l'avenir, les paramètres climatiques de la commune estimés pour 2050 selon différents scénarios d’émission de gaz à effet de serre sont consultables sur un site dédié publié par Météo-France en novembre 2022.

## Urbanisme

### Typologie
Au 1er janvier 2024, Montsenelle est catégorisée commune rurale à habitat dispersé, selon la nouvelle grille communale de densité à sept niveaux définie par l'Insee en 2022.
Elle est située hors unité urbaine et hors attraction des villes,.

## Toponymie
Le nom a été choisi pour faire référence au mont Castre et à la rivière Senelle ; ce choix a permis de ne pas faire référence aux anciennes communes.

## Histoire

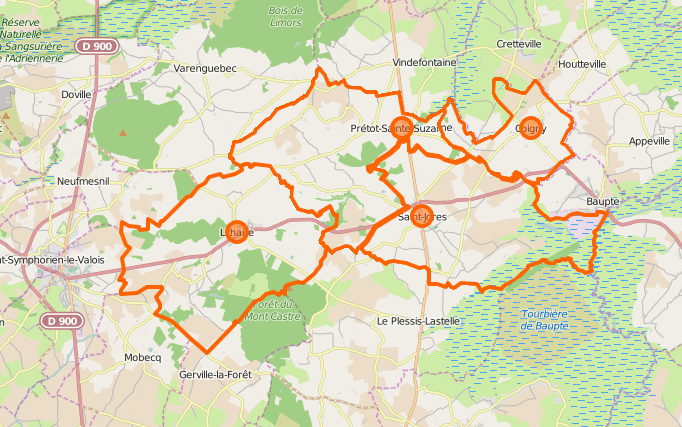
Les quatre communes déléguées.

La commune est créée le 1er janvier 2016 par un arrêté préfectoral du 20 novembre 2015, par la fusion de quatre communes, sous le régime juridique des communes nouvelles instauré par la loi no 2010-1563 du 16 décembre 2010 de réforme des collectivités territoriales. Les communes de Coigny, Lithaire, Prétot-Sainte-Suzanne et Saint-Jores deviennent des communes déléguées et Lithaire est le chef-lieu de la commune nouvelle.
Les quatre conseils municipaux avait officialisé leur union le 26 juin 2015. Ce projet est le deuxième qui aboutit dans la Manche dix jours après le vote des conseils municipaux composant la commune voisine de La Haye.
En 1973, la commune de Prétot avait déjà fusionné avec Sainte-Suzanne-en-Bauptois, qui avait gardé le statut de commune associée jusqu'en 1980, date à laquelle la commune avait pris le nom de Prétot-Sainte-Suzanne.

## Politique et administration

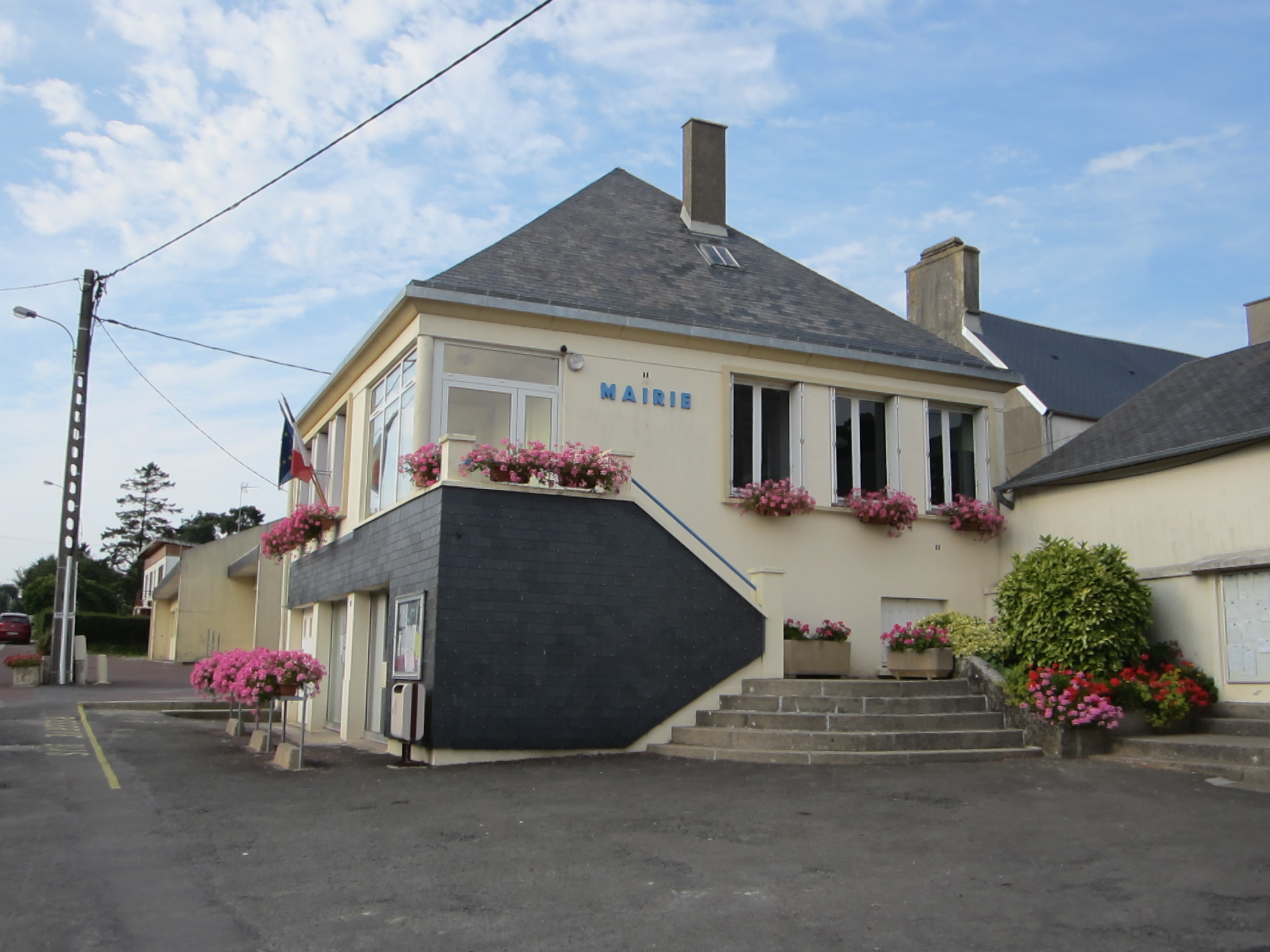
La mairie de Lithaire.

En attendant les élections municipales de 2020, le conseil municipal élisant le maire est composé des conseillers des quatre anciennes communes.
| Période      | Période  | Identité       | Étiquette | Qualité                                                         |
| ------------ | -------- | -------------- | --------- | --------------------------------------------------------------- |
| janvier 2016 | En cours | Thierry Renaud | SE        | Maire délégué de Prétot-Sainte-Suzanne, fonctionnaire à la DDTM |

## Démographie
| Nom                   | Code Insee | Intercommunalité       | Superficie (km2) | Population (dernière pop. légale) | Densité (hab./km2) |
| --------------------- | ---------- | ---------------------- | ---------------- | --------------------------------- | ------------------ |
| Lithaire (siège)      | 50273      | CC de la Haye-du-Puits | 14,21            | 594 (2021)                        | 42                 |
| Coigny                | 50136      | CC de la Haye-du-Puits | 4,50             | 167 (2021)                        | 37                 |
| Prétot-Sainte-Suzanne | 50415      | CC de la Haye-du-Puits | 11,64            | 293 (2021)                        | 25                 |
| Saint-Jores           | 50497      | CC de la Haye-du-Puits | 12,73            | 372 (2021)                        | 29                 |

L'évolution du nombre d'habitants est connue à travers les recensements de la population effectués dans la commune depuis sa création.
En 2022, la commune comptait 1 438 habitants, en évolution de +2,86 % par rapport à 2016 (Manche : −0,31 %, France hors Mayotte : +2,11 %).
| 2014  | 2015  | 2016  | 2017  | 2022  |
| ----- | ----- | ----- | ----- | ----- |
| 1 380 | 1 389 | 1 398 | 1 407 | 1 438 |

## Culture locale et patrimoine

### Lieux et monuments
- Le mont Castre avec les ruines du château et les vestiges d'un ancien camp romain qui lui a valu son nom de « camp de César ».
- Château de Sainte-Suzanne du XVIIIe siècle.
- Château de Coigny, dit le Vieux château (ancienne ferme-école du Cotentin) : douves, restes du corps central, cheminée Renaissance XVIIe au 1er étage, classée Monument historique[37] ; vastes communs XVIIe.
- Château de Franquetot XVIIe/XVIIIe inscrit aux Monuments historiques[38] : logis rectangulaire, avant-corps central à fronton, deux ailes en retour d'équerre, combles à lucarnes ; plan en fer à cheval : les deux bâtiments en équerre sont des XVIe et XVIIe, les deux de droite datent du milieu XVIIIe, construits dans le style des précédents ; mobilier ; chapelle ornée de boiseries XVIIIe ; vestiges (murs) des écuries XVIIIe ; vaste parc.
- L'église Saint-Georges de Saint-Jores qui abrite six bas-reliefs classés à titre d'objets aux Monuments historiques[39], ainsi qu'une Vierge à l'Enfant du XIIIe siècle et une statue de saint Georges du XVe également classées.

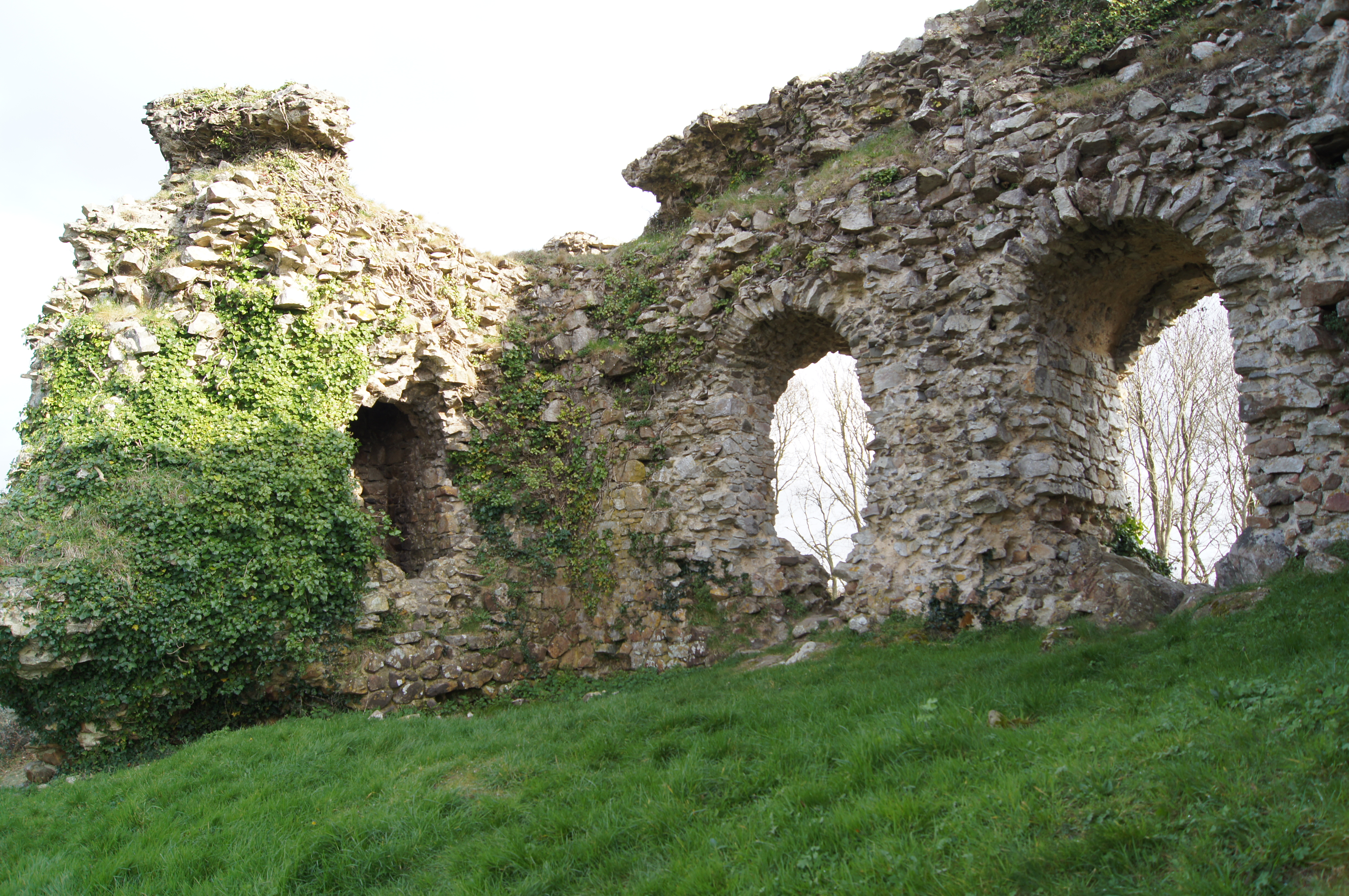
Le château ou vigie de Lithaire, face nord.
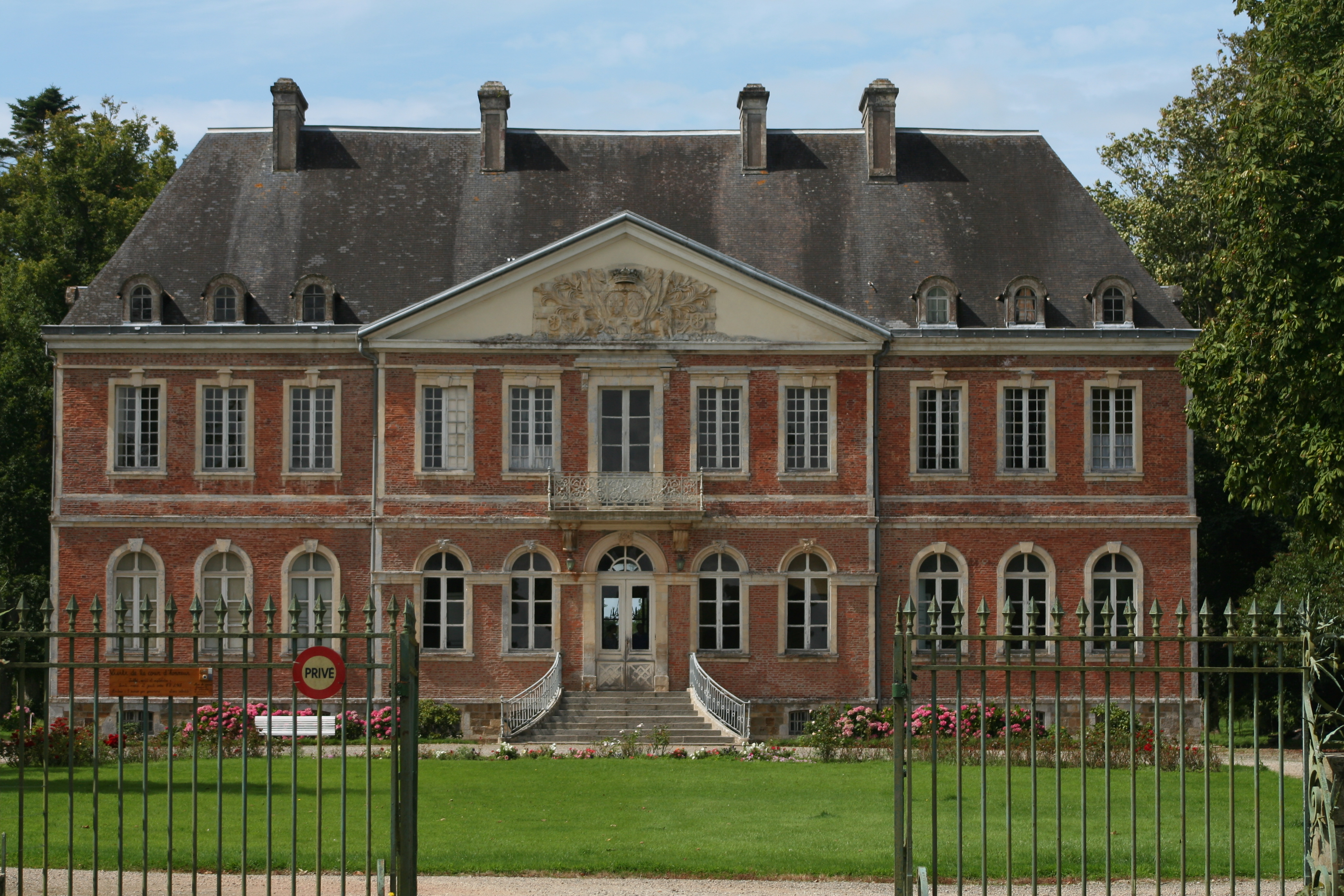
Le château de Sainte-Suzanne.
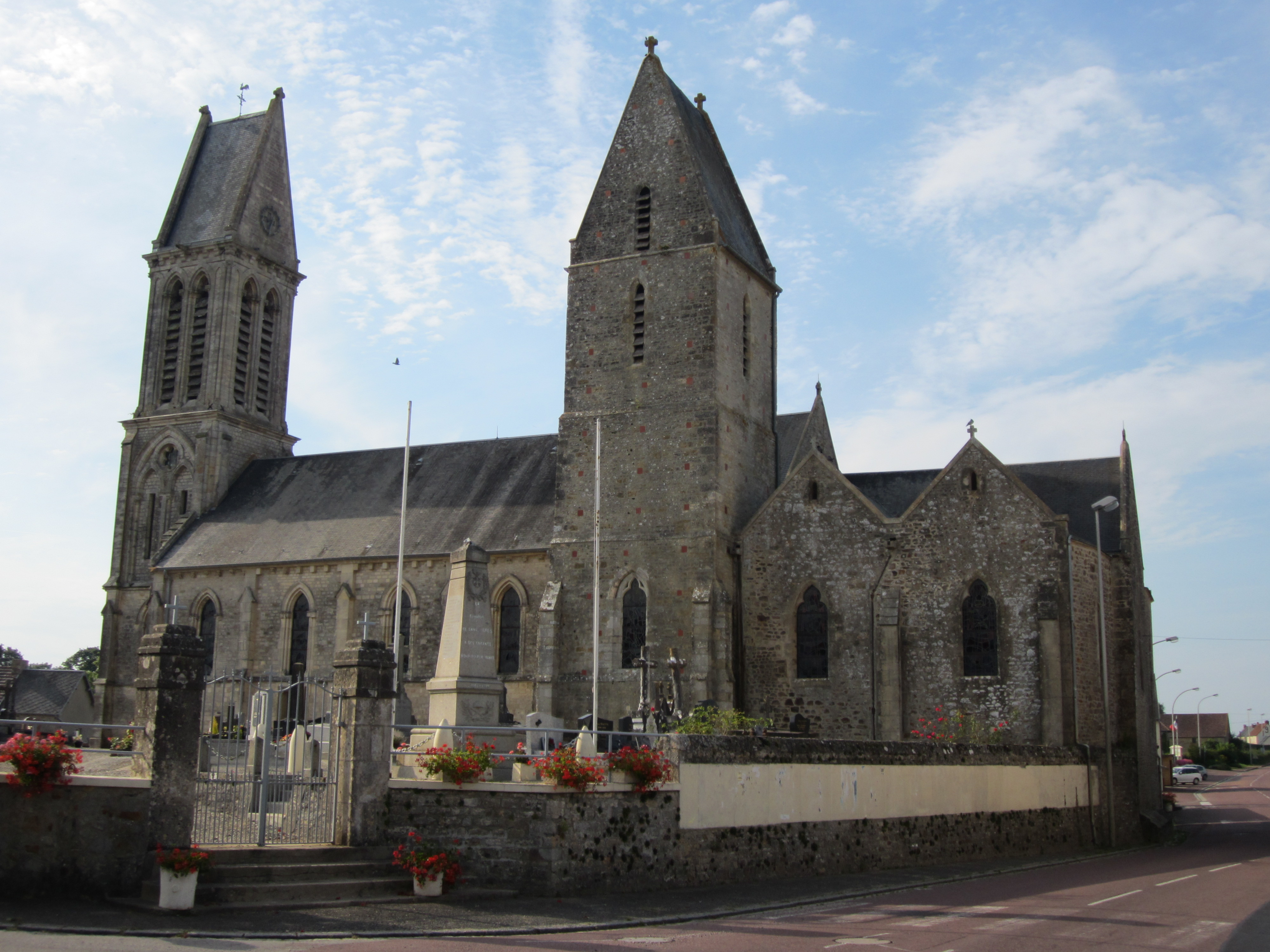
L'église Saint-Georges.
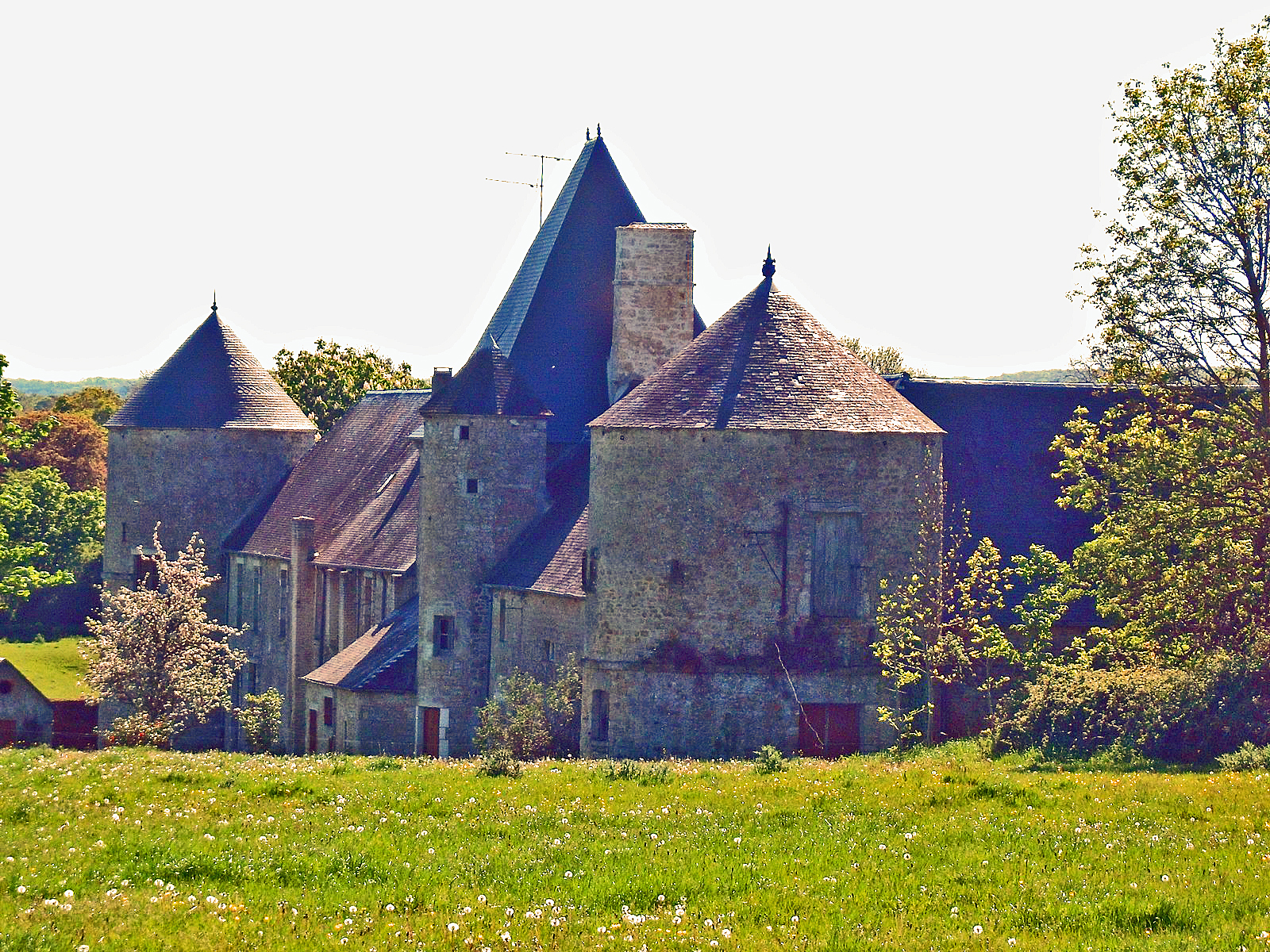
Le vieux château.
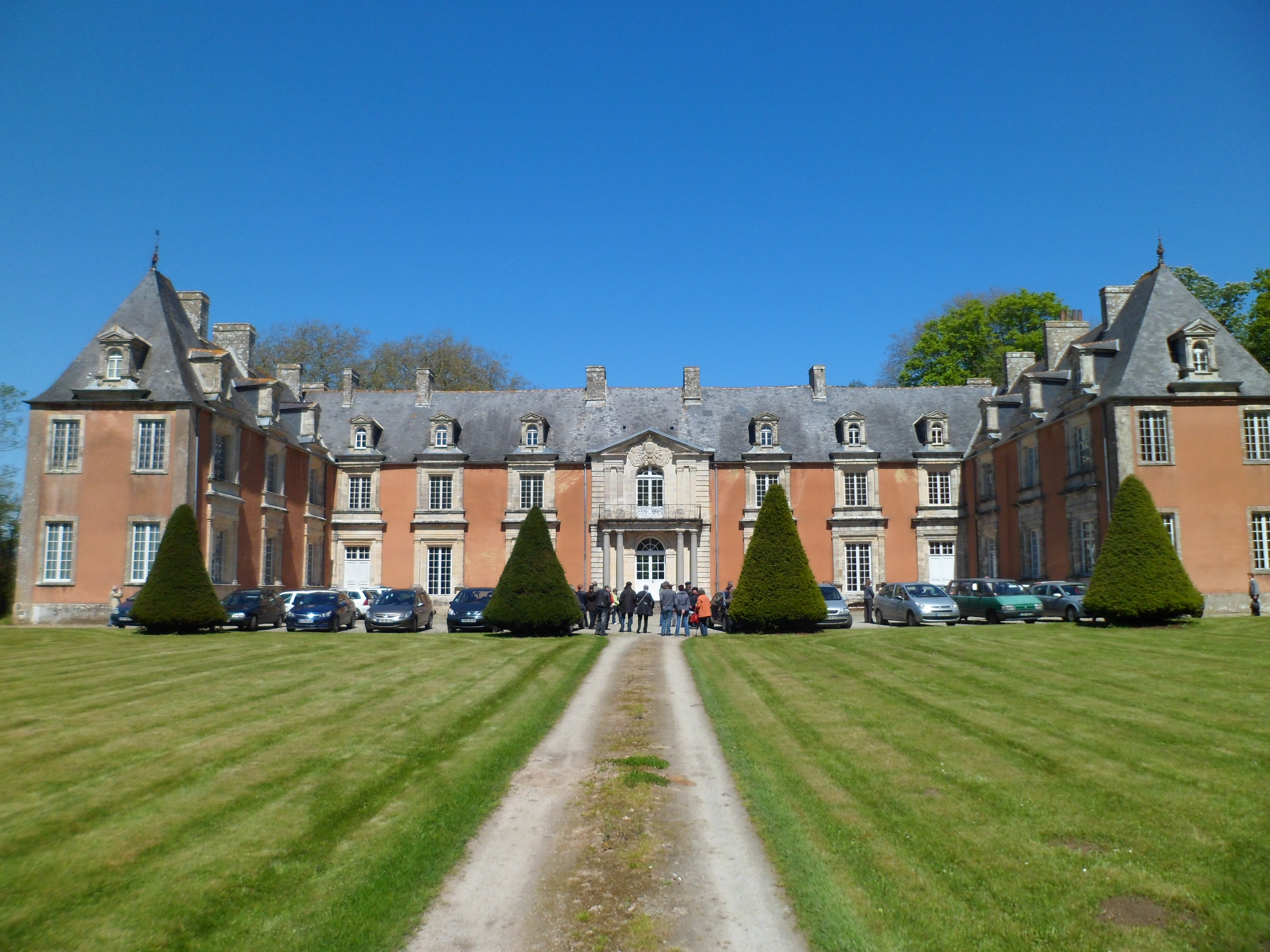
Le château de Franquetot.

## Pour approfondir